# Дом архитектора А. Д. Крячкова
Дом архитектора А. Д. Крячкова — памятник градостроительства и архитектуры федерального значения в Томске. Деревянный особняк в стиле модерн построен в 1910—1911 годах по проекту сибирского архитектора Андрея Крячкова. Здание расположено в историческом центре Томска, по красной линии проспекта Кирова, с примыкающим дворовым садом. Является частью исторической застройки одной из главных магистралей города.
Первоначально Крячков выполнил проект особняка в неорусском стиле, но в конечном варианте предпочёл популярное на тот момент рационалистическое направление модерна. В соответствии с рациональной стилистикой дом получил сдержанное, строгое и геометризированное по формам декоративное оформление экстерьеров и интерьеров.
Архитектор задумал постройку особняка как экспериментальный проект, с целью доказать, что дерево как строительный материал являлось современным, экономически обоснованным и эстетически привлекательным. Дом стал первым в Сибири жилым деревянным зданием с самым современным на тот момент инженерно-бытовым обеспечением: водяным отоплением, водоснабжением, канализацией и вытяжной вентиляцией.
Особняк принадлежал семье Крячковых до 1959 года, когда был подарен Томскому политехническому институту. Здание связано с рядом известных жителей Томска: архитекторами Константином Лыгиным, Викентием Оржешко, академиками и учёными Владимиром Обручевым, Николаем Чижевским, Владимиром Кузнецовым, Михаилом Усовым, Николаем Горностаевым, Николаем Гутовским, Александром Кошурниковым.
В настоящее время в доме располагается филиал Томского областного художественного музея — Музей деревянного зодчества имени А. Д. Крячкова. Здание — единственный в России бывший деревянный жилой особняк, в стенах которого расположен музей архитектуры.

## Проектирование и строительство
Андрей Крячков родился в 1876 году в семье ярославского крестьянина Дмитрия Иосифовича Крячкова. В 1888 году он окончил трёхклассную школу и отправился в отходничество на выборгскую табачную фабрику. Проявив способности к рисованию и языкам на вечерних курсах, Крячков в 1890 году смог попасть в реальное училище, окончил его в 1896 году и на следующий год поступил в Петербургский институт гражданских инженеров. В 1902 году, по рекомендации института, он переехал в Томск, где начал работать младшим инженером строительного отделения Томского губернского правления и штатным преподавателем Технологического института по архитектурному проектированию и рисованию. Участвуя в строительстве зданий Томского университета и Технологического института, архитектор прошёл серьёзную инженерно-строительную школу. В первые годы он выступал в качестве помощника Фортуната Гута, а позже сам возглавил возведение всего комплекса построек.
В стремительно развивавшихся городах Западной Сибири начала XX века немногочисленные архитекторы и инженеры имели значительные возможности для реализации своих талантов. К началу 1910-х годов Крячков уже стал известным и востребованным архитектором, создавая проекты не только для Томска, но и для Кузнецка, Каинска, Омска, Новониколаевска, Барнаула, Бердска.
Крячкова как архитектора и инженера интересовала тема использования дерева в строительстве. Он считал, что огромные лесные запасы Сибири недостаточно используются, а архитекторам и строителям стоит направить силы на проектирование новых, рациональных типов деревянных зданий. Особняк для собственной семьи в Томске он решил возвести как экспериментальный, с целью доказать, что трёхэтажные деревянные жилые дома, оснащённые центральным отоплением (запрещённым в то время для любых деревянных зданий), оправданны как с функциональной, так и экономической точек зрения. Основная идея архитектуры особняка заключалась в том, что он должен был стать первым деревянным домом Томска с автономной системой жизнеобеспечения (паровым отоплением), доказывающим, что дерево — современный строительный материал, а возведённый из него дом может быть совмещён со всеми научно-техническими достижениями в бытовой сфере начала XX века.

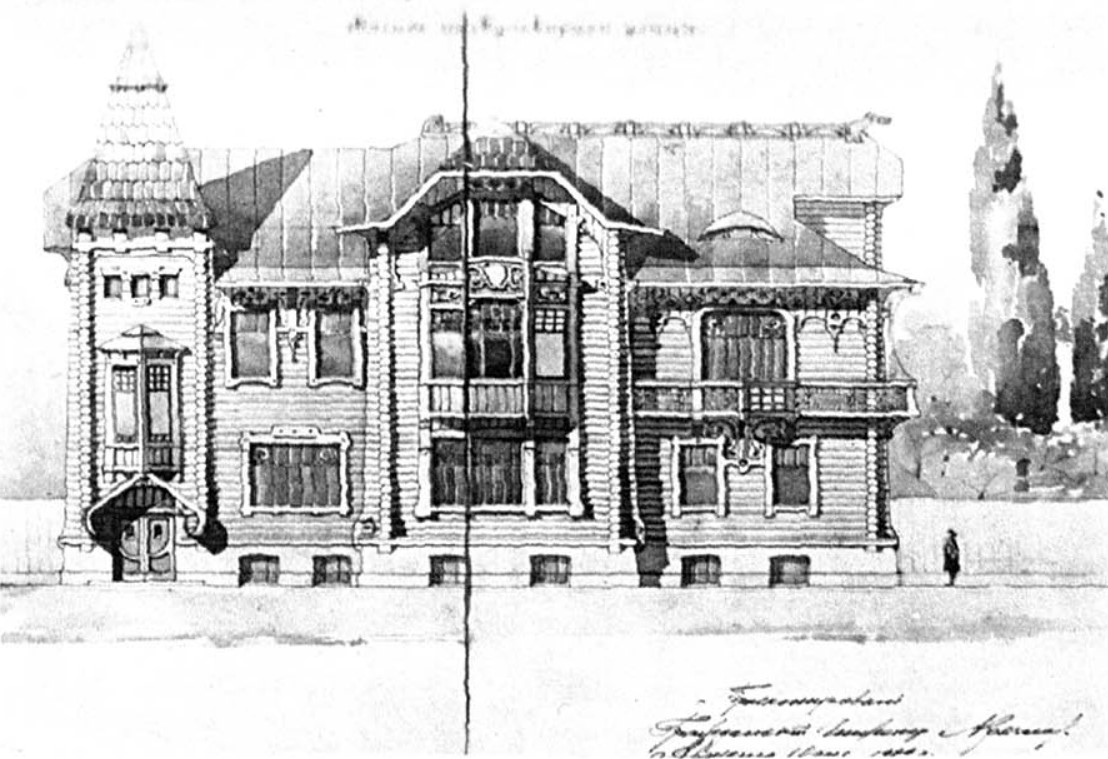
Первый вариант проекта особняка в неорусском стиле. 1909 год

Проект особняка архитектор завершил к 10 августа 1909 года. Уже 7 сентября его утвердили подписями в городской управе. Выделение участка под строительство согласовал архитектор Товий Фишель. После этого бумаги отправили на утверждение в Санкт-Петербург, где проект был отклонён по причине того, что предполагаемое к возведению здание было фактически трёхэтажным (два этажа с полуподвалом и жилым мезонином посчитали за три), а противопожарные нормы того времени допускали не более двух. Началось долгое обсуждение и доработка проекта. Технико-строительный комитет в Петербурге в итоге одобрил его, основываясь на том, что для отопления предполагалось установить котельную водяного отопления, над которой должны были разместиться несгораемые кирпичные «сводики по 7-ми железным балкам». Также комитет потребовал обязательно установить чугунные плиты в кухнях. Таким образом, особняк ещё на стадии проектирования стал известен как уникальное явление в сибирской архитектуре своего времени.
Строительство здания продолжалось в течение двух лет — с 1910 по 1911 год. Особняк стал первым в Сибири благоустроенным деревянным домом с паровой котельной в подвале, санузлами и ванными комнатами на обоих этажах. Облик построенного здания отличался от проектированного: была убрана нависавшая над парадным входом пирамидальная часть крыши, изменено декоративное оформление фасадов. Сам архитектор позже описывал дом следующим образом:
В нём дан тип экономичного в постройке и эксплуатации жилого дома, компактного в плане и объёме при полном использовании полуподвала и чердачного пространства. Впервые в Сибири применено в деревянном доме центральное отопление. Детали его также просты, карниз с большим свесом, необходимым в Сибирских условиях, является основным его украшением.Андрей Крячков

## 1910—1970-е годы: особняк как жилой дом
Автор исторической записки о доме Марсель Гарипов предполагал, что особняк был заселён практически сразу после окончания строительных работ, о чём свидетельствовала внутренняя отделка — обшивка деревом и декоративной тканью. Деревянные дома в то время обычно штукатурились только после осадки, занимавшей подчас значительный период времени. Семья архитектора занимала весь первый этаж дома: здесь располагались столовая, гостиная, детские комнаты, кухня, рабочий кабинет, чертёжная комната, спальня и ванная с санузлом. Остальные помещения особняка сдавались внаём.
В кабинете Крячкова хранилась библиотека Общества сибирских инженеров, здесь же по субботам проводились собрания Общества, на которых присутствовали томские архитекторы и другие известные учёные и общественные деятели. Дом Крячковых посещали архитекторы Константин Лыгин, Викентий Оржешко, академики Владимир Обручев, Николай Чижевский, Владимир Кузнецов, Михаил Усов.

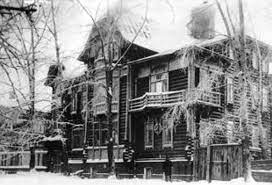
Дом Крячкова. Фотография 1920-х годов

После революции 1917 года дом остался в собственности Крячкова, что было нетипично для того времени. В конце 1920-х — начале 1930-х годов архитектор стал рассматривать возможность переезда из Томска в другой город. В новосибирском «Городском численнике» писали: «…это годы, когда Крячков, „выдавливаемый“ из чиновного и спесивого Томска, активно присматривался к другим сибирским городам в поисках работы». В итоге семейство Крячковых в 1930 году перебралось в Новосибирск, а дом был сдан в аренду Политехническому институту.
В разное время в особняке проживали известные сибирские учёные с семьями — Михаил Урусов (в мансардном этаже), Николай Горностаев, Николай Гутовский, Александр Кошурников и другие. После смерти Крячкова его вдова в марте 1959 года подарила особняк Политехническому институту.
Дом был взят на государственную охрану как памятник архитектуры местного значения в 1978 году. К началу подготовительных работ по первой реставрации особняка в 1979 году дом был разделён на квартиры, в нём проживало двенадцать семей.

## 1980-е годы: пожар и реставрация
В 1980-х годах дом перешёл в управление научно-исследовательского института «Гипротюменьнефтегаз». В 1980 году учреждение заказало проект реставрации и приспособления здания под филиал института проектному отделу специальной научно-реставрационной мастерской «Томскреставрация». Проект стал первым в практике мастерской. Автор проекта архитектор Лариса Романова в марте 1979 года получила специальную подготовку на курсах повышения квалификации в объединении «Росреставрация». В авторский коллектив также вошли аспирант М. М. Гарипов (составление исторической записки), инженер Т. И. Дрегвалева (схематические чертежи), техник-архитектор Л. Н. Павлова (оформление проектной документации) и инженер-сметчик Е. С. Густова (составление смет).
Присутствие в доме жителей осложняло обследование памятника, так что за основу были взяты обмерные чертежи 1977 года, сделанные студентами архитектурного факультета Томского инженерно-строительного института. При анализе архивных документов и визуальном обследовании выяснилось, что ландшафтная композиция усадьбы не сохранилась: были утрачены многие зелёные насаждения, историческая ограда. Здание деревянных служб, возведённое по проекту Крячкова из досок-пластин в стиле модерн, имело утраты. В целом утраты первоначального облика дома составляли не более 30 %, в том числе к тому времени исчезли балкон и терраса на южном фасаде, ограждение и перекрытия балкона на северном и западном фасадах, отдельные детали декора, оригинальные водосточные трубы с воронками. Первоначальные интерьеры были утрачены полностью. План приспособления предполагал размещение на двух этажах и мансарде административного аппарата и проектных подразделений, в полуподвале — бюро оформления по выпуску проектно-сметной документации и техники. Автор проекта учла и частично сохранила изменения в планировке, появившиеся в результате проживания в особняке семей преподавателей Томского политехнического института.
Эскизный проект реставрации предполагал восстановление первоначального облика дома на основе сохранившихся подобных элементов, их следов и фотографий. Колористическое решение строилось на привычной для модерна гамме. Выбор тонов основывался на фотографии, сделанной Крячковым вскоре после постройки особняка (позже фотография была утрачена). На стадии подготовки проекта Марсель Гарипов, подготовивший историческую записку о доме, отмечал необходимость приспособления части особняка, где проживал Андрей Крячков, под жилую функцию и выделения комнаты под музейную экспозицию, посвящённую творчеству архитектора. Учитывая, что размещение института в особняке предполагалось временным, Романова предложила позже расположить в здании Дом архитектора, а в цокольном этаже — клуб-студию «Зодчество».
Реставрационные работы начались в марте 1981 года, после расселения здания. В июле того же года на базе отдела «Томскреставрация» был создан Сибирский филиал московского проектного института «Спецпроектреставрация». Реставрационные работы затянулись из-за того, что рабочие и проектировщики ушли в разные организации. В 1982 году были снесены забор и каретник усадьбы. Особняк долгое время стоял без охраны. В ночь с 31 августа на 1 сентября в доме случился пожар, уничтоживший стропильную систему, часть мезонина, чердачные перекрытия, лестничную клетку первого этажа, при этом сильно обгорели северный фасад и мезонин.
Поскольку Лариса Романова была переведена главным архитектором проектов во 2-ю архитектурно-реставрационную мастерскую, ведущим архитектором на реставрацию дома Крячкова назначили Юрия Бардычева, а инженерные работы выполнял Сергей Шатов. Фотографии, сделанные на стадии обследования, помогли с большой точностью воссоздать особняк, в частности, утраченный эркер над парадным входом, двери, сложный абрис крыши. Единственным отличием стал материал кровли, по настоянию заказчика выполненной из оцинкованного металла. Реставрационные работы продолжались до 1989 года, когда Романова вела авторский надзор за покраской фасадов.

## 1994 — настоящее время: Музей деревянного зодчества
Причиной создания в Томске музея деревянной архитектуры являлась проблема сохранения культурного наследия города, его деревянной архитектуры. Необходимость создания музея стала очевидна, когда общественность и работники Томского областного художественного музея столкнулись с безвозвратными утратами деревянных домов и украшавшей их резьбы. Музей ведёт историю с 1994 года, когда в мансардном помещении особняка Крячкова расположился отдел сбора и изучения деревянного декора и фотофиксации деревянной застройки. В 1995 году на заседании реставрационно-художественного совета при комитете по культуре и туризму администрации Томской области решили создать группу, в обязанность которой вменили выработку концепции музея под рабочим названием «Музей истории и градостроительства г. Томска». В конце года комитет получил статус филиала областного музея и название «Музей деревянного зодчества».
Музей был открыт 25 ноября 1996 года экспозицией, посвящённой 120-летию со дня рождения Андрея Крячкова. 3 сентября 1997 года открылась экспозиция, посвящённая деревянной архитектуре Томска. На выставке были представлены элементы декора домов различных исторических периодов, от барокко до модерна. В 1998 году открылась выставка «Русская горница» и экспонировалась коллекция чугунного литья конца XIX — начала XX века, принадлежавшая художнику Геннадию Бурцеву и позже переданная в дар музею. В сентябре 2002 года был открыт зал с воссозданным реставратором Владимиром Коковихиным макетом Томской крепости XVII века и акварелями томского историка, краеведа Витольда Славнина. На протяжении существования музея в нём периодически устраивались временные выставки художников, архитекторов, студентов, мастеров народных промыслов, экспонировались собрания из частных коллекций.
В 2003—2008 годах проводились ремонтно-реставрационные работы с заменой сгнивших венцов сруба и балок перекрытий, а также восстановлением парадной лестницы, крыльца, окон, дверей, полов, балкона и интерьеров.

## Архитектура

### Архитектурный стиль
По стилистике дом Крячкова относят к рационалистическому направлению русского модерна. Первым по времени зданием, построенным в стиле рационалистического (строгого, рационального) модерна, стал выставочный павильон «Крайний Cевер», возведённый по проекту художника Константина Коровина для XVI Всероссийской промышленной и художественной выставки, прошедшей в Нижнем Новгороде в 1896 году. Рационалистический модерн сложился как целостное направление к концу 1900-х годов. В его постройках главным формообразующим фактором выступала конструкция в её технологическом рациональном варианте, с повторяющимися, одинаковыми по типу элементами. Данное направление модерна выросло из опыта проектирования каркасных зданий и было распространено преимущественно среди московских архитекторов. Характерный пример развитого рационального модерна — типография «Утро России» (1907, архитектор Фёдор Шехтель).
Черты рационализма в деревянной архитектуре выражались в упрощении планировок, отказе от избыточной декоративности украшения фасадов, упрощении или минимальном использовании орнамента при оформлении наличников. В Томске рациональный модерн в начале XX века получил большое развитие, доходные дома такого типа строились во всех районах города. В первоначальном проекте собственного дома Крячков сначала применил мотивы неорусского стиля, но в окончательном варианте отказался от «русских» стилизаций и перешёл к чисто геометрической прорисовке декоративных элементов, подчёркивавших строгую структурную композицию здания. Новейшие тенденции в стилистике модерна архитектор изучил в ходе командировки в Рим в 1907 году, применив их при проектировании собственного дома, так что особняк выделялся на фоне общей застройки города своим необычным видом.

### Объёмно-пространственная композиция
В проекте дома Крячков следовал как принципам модерна, так и теоретическим композиционным принципам русского стиля. Выстраивая объёмно-пространственную композицию, архитектор ориентировался на так называемый «закон группировки» теоретика русского стиля конца XIX века Владимира Шервуда. Согласно «закону», отдельные части плана (близкие к квадрату) сводились в единую систему и выделялись в общей массе здания. Таким образом, Крячков придерживался композиционного принципа, получившего название «изнутри наружу» или «наружность отвечает внутреннему содержанию».
Основу объёмно-пространственной композиции дома представляет нерасчленённый двухэтажный объём с подвалом и мезонином. В плане он почти правильной прямоугольной формы, которую нарушают только выступы эркеров, балконов и ризалита. Стремление Крячкова к пластической выразительности реализовалось в выделении объёмов здания, пространственной живописности силуэта: фасад был обогащён эркерами, выступом лестничной клетки в форме башни, различными по формам балконами, тимпаном фронтона с вписанным в него окном мансарды, вальмовыми свесами двускатных кровель. Композиция парадного фасада была отмечена асимметрией, уравновешенной господством центрального ризалита. Выступающие в плане элементы решались как самостоятельные объёмы, подчёркнутые сложными по форме фронтонами и навесами.
В объёмно-планировочном решении особняка архитектор реализовал свои теоретические концепции о необходимости приспособления исторически сложившихся рациональных типов зданий к новейшим техническим условиям. Позже в своей докторской диссертации он писал по этому поводу:
Как в туземной архитектуре сибиряков, так и русских пришельцев, наблюдаются исторически выработанные рациональные типы зданий, их конструкций и форм, отвечающих суровому климату страны и её природным условиям. Пренебречь этим большим опытом современным строителям было бы неразумно. Его необходимо изучить и критически, на базе новой прогрессивной техники — освоить.Андрей Крячков, «Влияние климата и природы на строительство и архитектуру Сибири. Док. дисс.», 1949
Стремление Крячкова к компактности объёмно-пространственного решения выразилось не только в планировке, но и в ещё одной координате — высоте, которая имеет особенное значение для относительно небольших зданий, в которых оптимальное соотношение плана и высоты является сложной задачей для архитектора. С точки зрения рационального использования пространства особняк стал одной из лучших построек Крячкова: фактически он имел три с половиной этажа, хотя сам архитектор писал на плане — «мезонин в счёт этажей не входит». При компактности планировки и объёма в особняке полностью использовался полуподвал и чердак по типу мезонина. Архитектуровед Сергей Баландин считал, что по общему решению архитектурной задачи собственный дом Крячкова имел сходство со знаменитой постройкой Виктора Симова и Леонида Веснина — дачей В. А. Носенкова в подмосковном Иванькове (1908—1909).

### Строительные материалы и конструкции

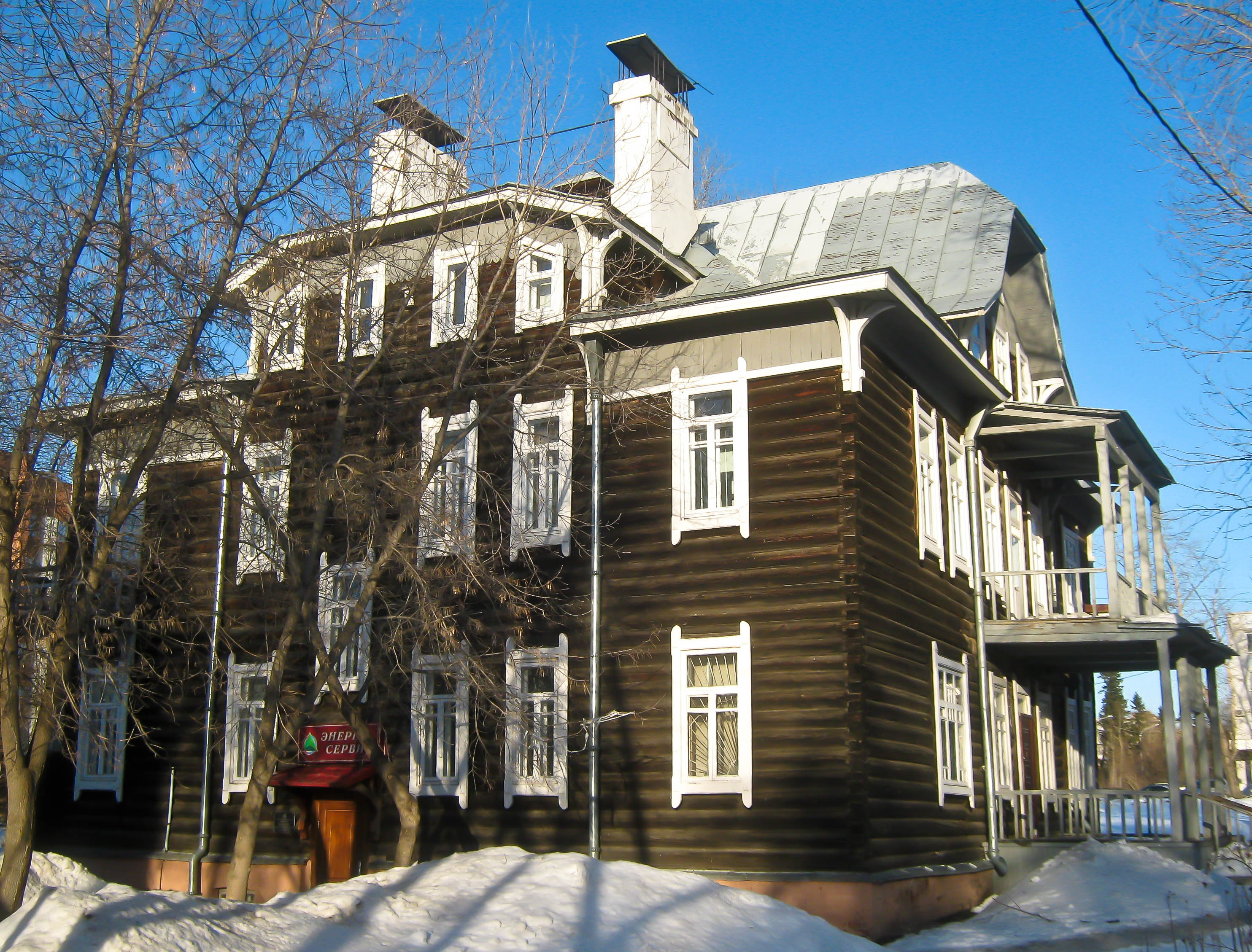
Западный фасад дома

Основной деревянный объём здания, габаритами 19×16 м, покоится на высоком кирпичном цоколе. Выбирая материал для строительства, Крячков ориентировался на свои убеждения в том, что обширные лесные резервы Сибири используются недостаточно, а дереву ещё предстоит сыграть большую роль в местном строительстве. Рассматривая дерево как экологически чистый, эстетически привлекательный, экономичный и доступный материал, он выбрал его для строительства основного объёма особняка. Стены дома возводились из сосны — породы, менее всего поддающейся гниению. Цокольный этаж строился из кирпича и частично из лиственницы, которая во влажной среде не разрушается, а, наоборот, становится прочнее.
Основной объём представляет собой сруб из брёвен. Техника связи по главному фасаду — «в обло», с уменьшением венцов брёвен при повышении. Соединение брёвен «в обло» — один из старейших строительных приёмов в деревянной архитектуре, являющийся надёжным с конструктивной точки зрения и обеспечивающим более эффективное сохранение тепла в здании. Постепенное увеличение к низу выпусков сруба на углах придало зданию эффект пластической выразительности и монументальной статики. На углах дворовых фасадов брёвна сруба были сложены «в лапу».
Крыша в целом четырёхскатной конструкции, усложнена выступающими объёмами эркеров и ризалита, в которых расположены помещения мансардного этажа. Важным конструктивным элементом крыши являлся карниз с сильным выносом свеса, необходимый в условиях сибирского климата. Позже в своей архитектурной практике Крячков развил проблематику устойчивости зданий в специфическом сибирском климате, связанную с влажностными и температурными колебаниями. Он отмечал, что пластическое решение играет важнейшую роль в сохранности зданий в сибирских условиях: верхние части стен обязательно должны быть хорошо защищены от атмосферных осадков карнизами с большим выносом.
В особняке было устроено самое современное на тот период инженерно-бытовое обеспечение: водяное отопление, водоснабжение, канализация и вытяжная вентиляция. Крячков уделял особое внимание воздействию влаги на деревянные конструкции изнутри, поэтому деревянные перекрытия в его зданиях всегда сопровождались специальной вентиляционной системой из каналов, выводившихся наружу через трубы. Таким образом обеспечивалось проветривание, препятствовавшее образованию конденсата, и балки содержались в хорошем состоянии.
Показательно, что поиски новых объёмно-планировочных и декоративных решений в деревянной архитектуре Томска начала XX века велись именно в системе частного жилого строительства. Экспериментальными постройками архитекторы хотели развеять сложившиеся мифы о деревянных домах, показать все возможности дерева как строительного материала. Архитектурной и инженерной составляющей особняка Крячков доказал, что возможности дерева были недооценены. Тем не менее впоследствии такой тип жилого дома не получил распространение из-за сопротивления томской администрации. Только в 1916—1917 годах Крячков вернулся к данной теме, запроектировав группу схожих деревянных домов для города-сада Кольчугинской железной дороги, но реализации проекта помешала Первая мировая война. Особняк Крячкова и схожий по архитектурным задачам дом Викентия Оржешко остались примерами для подражания для омских, томских и новосибирских архитекторов.

### Декоративное оформление
В проекте дома архитектор первоначально применил русские мотивы, стилизуя их в стиле модерн: шатёр лестничной клетки был покрыт дранкой, козырёк над входом решён в форме «бочки», под карнизом размещался резной деревянный фриз, завершение двускатной кровли по коньку дополнялось стилизованным «драконом». Окончательный вариант декора был выполнен уже в строго геометрической прорисовке, характерной для рационального модерна. Как и многие русские архитекторы периода господства модерна, Крячков практически полностью отказался от стилизованных элементов в оформлении, используя минимальный декор, сосредоточенный вокруг оконных и дверных проёмов, во фризе крыши. Строго геометризированный орнамент декоративного оформления обыгрывал мотивы круга и квадрата с перетеканием в своеобразные арки больших размеров.
В декоративном оформлении преобладает принцип асимметрии, в целом характерный для модерна. Основные пространства бревенчатых стен снаружи не обшиты досками, их прорезают окна, имеющие различную форму и ширину. Окна украшены характерными для модерна плоскостными наличниками, которые отличаются необычным декором — верхняя их часть по форме напоминает лиру. Проёмы окон были решены укрупнённо, иногда они располагались попарно или утроенно и объединялись вертикальными элементами декора, что придавало вытянутым по горизонтали фасадам визуальный эффект устремлённости вверх. Асимметрия парадного фасада уравновешивалась диагональным расположением двух небольших окон и центральным ризалитом — наиболее крупным и богато украшенным элементом. Углы сруба ризалита покрыты досками, контрастно выкрашенными в белый цвет, а в его фронтоне на краю свеса крыши помещена ажурная деревянная решётка.
Верхняя часть стен (своеобразные подзоры) и фронтоны покрыты вертикальной обшивкой из досок, воспринимающейся контрастно на фоне бревенчатых стен. Обшивка украшена кронштейнами. Такие же кронштейны поддерживают угловой балкон второго этажа, выходящий на северо-запад. Парадная дверь решена оригинально: её прямоугольный объём вписан в круглое обрамление, а сверху располагается остеклённый полуциркульный проём. Живописность декоративного оформления фасадов построена на применении дерева, разнообразной фактуре досок и брёвен, контрасте между остеклёнными и естественными бревенчатыми поверхностями. Дворовый фасад был решён более строго, с равномерным ритмом расположения окон.

## Интерьеры
В соответствии с принципами модерна вопросы организации внутреннего пространства дома решались на основе приоритета функционального назначения каждого помещения. Осью композиции планировочного решения являлась центральная часть здания, которую на всех этажах занимали по два просторных помещения, одни из которых выходили на дворовый фасад, с выходом на террасу на первом этаже и на балкон — во втором; другие — на главный фасад, с выделением на фасаде выступом ризалита и эркером трапециевидной формы. Вокруг этих помещений группировались комнаты меньшей площади.
Главный вход в дом для семьи Крячкова, жильцов и гостей был устроен со стороны фасада, выходящего на улицу. У главного входа была устроена хорошо освещённая парадная комната с большой лестницей. Вторая лестница в западной части особняка, с выходом на боковой фасад, предназначалась для прислуги. С её помощью можно было попасть в кухню, кладовые, подсобные помещения, подвал и мансарду. В столовой на первом этаже был устроен выход в сад. Планировка помещений первого и второго этажей была устроена так, что хозяева и прислуга практически не пересекались.

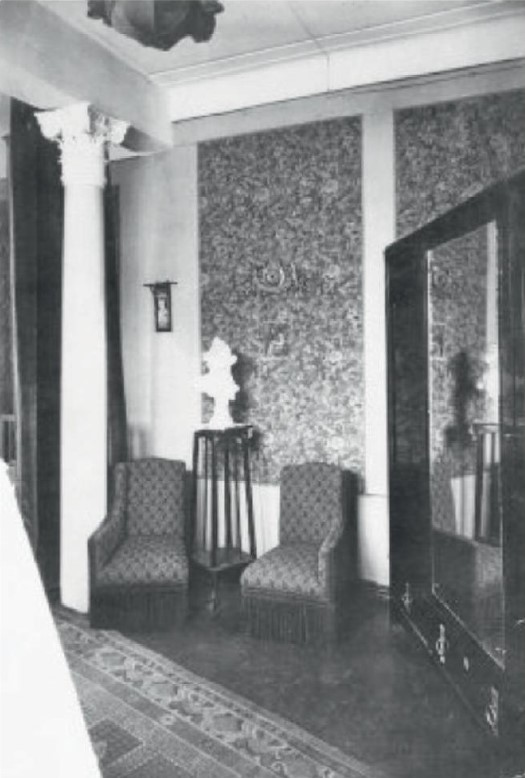
Интерьер спальни. 1910-е годы

Большое значение в интерьерах особняка имели формы и размеры окон. Архитектор старался, учитывая особенности сибирского климата, найти оптимальные размеры оконных проёмов для создания баланса между достаточной освещённостью и сохранением тепла. Большие окна способствовали как лучшей инсоляции, так и эффекту визуального увеличению внутреннего пространства, что сильно меняло восприятие интерьеров. Окна на дворовых фасадах не только визуально расширяли пространство, но и выходили в сад, создавая ощущение свободного перетекания в природную среду, выполняя таким образом ещё одну функцию эстетики модерна — «изнутри наружу».
Согласно данным технической инвентаризации на начало 1930-х годов общая площадь дома составляла 893 м², в том числе: 539 м² — жилая, 334 м² — служебная (подсобные помещения). В полуподвале располагались три жилые комнаты и три кухни, кладовые для велосипедов, угольная и кочегарка. Весь первый этаж занимала семья Крячковых. Квартира состояла из столовой, кухни, детской, спальни родителей, гостиной, чертёжной комнаты и кабинета. На втором этаже располагалось семь комнат и общая кухня; в чердачных помещениях и мезонине — жилые комнаты и общая кухня.
Интерьер комнат дома изначально был отмечен строгостью, рациональностью, простотой, чёткими схематизированными геометрическими стилизованными формами, свойственными рациональному модерну. Крячков делал акцент на декоративное оформление стен и меблировку. Все элементы внутреннего декора — мебельную фурнитуру, ручки дверей, витрины сервантов, отделку комнат, дизайн мебели — он выполнил самостоятельно, основываясь на принципах модерна, согласно которым каждая деталь должна была совмещать в себе функциональность и красоту. Архитектор практически не использовал декоративный орнамент, основное внимание было обращено на сами вещи в интерьере.

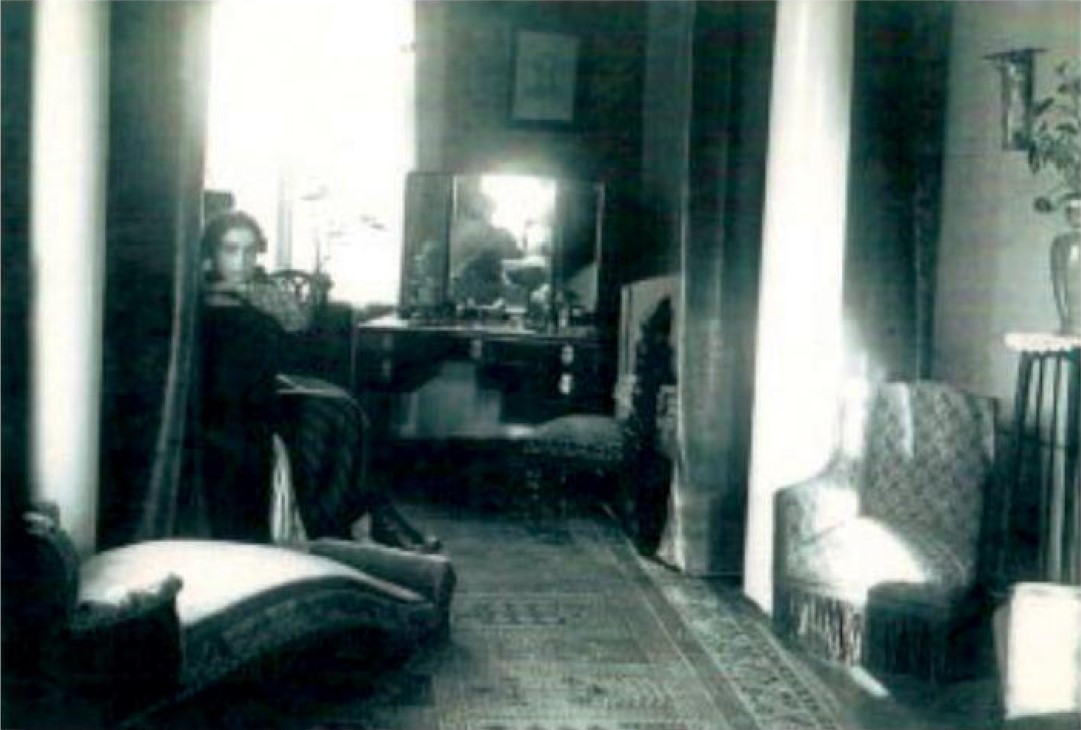
Интерьер спальни. 1910-е годы

В интерьере спальной комнаты был применён гладкий потолочный карниз. Пространство комнаты делилось на функциональные зоны поддерживаемой колоннами классического коринфского ордера потолочной балкой, а также шторами из тёмной ткани и компоновкой мебели в симметричном порядке. Тахта, кресла, шкаф с зеркалом были собраны в своеобразные уголки для отдыха. Шкаф был выполнен в строгих рационалистических формах, а мягкая мебель, напротив, отличалась изогнутыми волнообразными очертаниями. Стены спальни были окрашены и покрыты гобеленами с цветочными орнаментами. Люстра в стиле модерн была украшена текстильным абажуром.
В интерьере гостиной архитектор применил принцип соответствия внутреннего пространства и обстановки. Высокий балочный потолок был украшен карнизами и подвесной лампой в стиле модерн. Орнамент и колеровка стен повторяли обивку дивана. Центральным композиционным элементом комнаты выступал большой стол, вокруг которого стояли стулья, диван, сервант, буфет и пианино. Дизайн серванта и буфета были выполнены в стилистике рационального модерна, с чёткими линиями, растительными орнаментами и инкрустированным остеклением. Рельеф дверок буфета перекликался с узором межкомнатных дверей. Стулья в гостиной были украшены резьбой цветочного орнамента.
Для кабинета Крячков разработал дизайн этажерки для чертежей из дерева, отдалённо напоминавшей по форме греческую вазу, и деревянных стульев, обитых кожей. Первоначальные интерьеры и большая часть меблировки со временем были утрачены. Сохранились оригинальные филёнчатые двери с фурнитурой, деревянное ограждение парадной лестницы, потолочно-стенные тяги в отдельных комнатах, остеклённая перегородка между гостиной и столовой. Изначальная планировочная структура особняка была восстановлена в ходе реставрационных работ.